# 剪重比
剪重比（Shear-weight ratio），规范中称剪力系数，为对应于水平地震作用标准值的楼层剪力与重力荷载代表值的比值。
剪重比是规范考虑长周期结构（基本周期大于3.5秒）用振型分解反应谱法和底部剪力法计算时，因地震影响系数取值可能偏低，规范所采用的振型分解反应谱法计算的地震作用也偏低，因此出于安全考虑，规范规定了楼层水平地震剪力得最小值。若楼层水平地震剪力小于规范对剪重比的要求，水平地震剪力的取值应进行调整。
《建筑抗震设计规范》GB 50011-2010 （页面存档备份，存于）第5.2.5条明确规定了楼层最小剪力系数值。